# شركة تنمية الزيت والغاز الباكستانية
شركة تنمية النفط والغاز المحدودة المعروفة باسم (OGDCL) هي شركة باكستانية متعددة الجنسيات للنفط والغاز . لديها قائمة رئيسية في بورصة باكستان ، وقائمة ثانوية في بورصة لندن . تأسست في عام 1961 من قبل حكومة باكستان ، تم تحويلها إلى شركة مساهمة عامة مدرجة في 23 أكتوبر 1997. واليوم تشارك في استكشاف وحفر وتكرير وبيع النفط والغاز في باكستان . إنها الشركة الرائدة في السوق من حيث الاحتياطيات والإنتاج والمساحة. ويستند هذا المشروع إلى جناح الجنة ، المنطقة الزرقاء في إسلام أباد ، حيث تمتلك حكومة باكستان حصة 74 ٪ في الشركة. المشاركة الباقية من قبل المستثمرين من القطاع الخاص. في عام 2013 ، حققت إيرادات 223،365  مليار روبية ، والربح قبل الضرائب ارتفع إلى 90،777 مليار روبية   .
إنها أكبر شركة في باكستان من حيث القيمة السوقية ،  وقد صنفت مرارًا وتكرارًا بين مجلة فوربس جلوبال 2000 .

## روابط خارجية
- شركة تطوير النفط والغاز المحدودة
- تقرير فوربس عن خصخصة OGDC
- بدأت OGDCL باكستان التداول في بورصة لندن